# Initial D: Street Stage
Az Initial D: Street Stage egy videójáték, ami az Initial D mangán és animén alapszik. 2006. február 23-án adták ki a Sony PSP-re. Az Initial D Arcade Stage Ver.3 mintájára készült.
A játék megmutat minden szereplőt, autót és pályát (kivéve az Akina hegyes pályáját) a 3. verzióból, és amellett mellékeltek mellé néhány kiegészítőt.
Az import játékoldalak, mint a Lik-sang és a Play-Asia.com kétfajta játékot árul. Egy japán verziójút és egy ázsiait, ami ugyanaz, mint a japán, csak van hozzá egy angol leírás. Az ázsiai verzió egész híres volt az észak-amerikai Initial D fanok számára, ami talán az angol leírás és a területi PSP játékok kizárási hiányának köszönhető.

## Jellemzők
A rádiós ad hoc a kártyák miatt lett létrehozva. Ha követ minden meccset, a játékos talál kártyákat. A kártyáknak három tipusa van: rival, battle és tuning. A rival és a battle kártya csak néhány adatot közöl, például a karakterekről és a versenyekről az animéből, de rejtett dolgokat is megnézhetünk vele. A tuning kártyák segítik a játékot, mivel a játékos ezek segítségével tudja fejleszteni az autóját. A Street Stageben összesen 185 kártya gyűjthető össze. A kártyákat az ad hocon keresztül adhatjuk el.

## Irányítás
A legtöbb játékos szerint ez a játék nem olyan élvezetes, mint az eredeti Initial D Arcade Stage 3. verziója, talán a D-pad miatt, ami nem tudja helyettesíteni a kormánykereket. Biztos, hogy nem lehet az Arcade gépen levő rekordot megdönteni PSP-vel, habár néhány gyakorlott játékos biztos meg tudná tenni. Az ellenfeleket nem olyan nehéz legyőzni, mint az Arcade gépen, mint például a Bunta Challengeben is, ott is sokkal könnyebb legyőzni Buntát. Talán a PSP D-padja miatt könnyebbítették meg.